# Probabilità nel gioco del lotto
Le probabilità per le varie tipologie di vincita sono le probabilità che una determinata condizione di vittoria si verifichi nel gioco del lotto. Il gioco del lotto è detto non equo, poiché in caso di vincita non viene corrisposta una somma proporzionale al reciproco della probabilità di vittoria.
Nel gioco del lotto, per ognuna delle undici ruote vengono estratti 5 numeri tra l'1 e il 90 senza reimmissione (un numero estratto non viene reimmesso nell'urna).

## Probabilità di estrazione di un numero singolo su una ruota
La probabilità di estrazione di un numero singolo su una ruota è {\displaystyle {\frac {1}{18}}}.
Alla prima estrazione, escludendo il numero considerato, dei {\displaystyle 90} numeri disponibili, ne restano {\displaystyle 89}; alla seconda estrazione, escludendo il numero considerato, degli {\displaystyle 89} numeri disponibili considerando che quello estratto alla prima non lo è più, ne restano {\displaystyle 88}; alla terza estrazione, escludendo il numero considerato, degli {\displaystyle 88} numeri disponibili considerando che quelli estratti alla prima e alla seconda non lo sono più, ne restano {\displaystyle 87}; e così via. Pertanto si ha
{\displaystyle {\text{Probabilità di non estrazione}}={\frac {89}{90}}\cdot {\frac {88}{89}}\cdot {\frac {87}{88}}\cdot {\frac {86}{87}}\cdot {\frac {85}{86}}={\frac {85}{90}}={\frac {17}{18}}}
Ne segue che
{\displaystyle {\text{Probabilità di estrazione}}=1-{\text{Probabilità di non estrazione}}=1-{\frac {17}{18}}={\frac {1}{18}}}
Con un procedimento analogo a quelli applicati più avanti per il caso dell'ambo, del terno e della quaterna, si trova che la probabilità di estrazione di un numero singolo su una ruota è uguale a
{\displaystyle {\frac {89 \choose 4}{90 \choose 5}}={\frac {90-1 \choose 5-1}{90 \choose 5}}={\frac {2.441.626}{43.949.268}}={\frac {1}{18}}}

## Probabilità di estrazione di un ambo su una ruota
La probabilità di estrazione di un ambo su una ruota è {\displaystyle {\frac {2}{801}}={\frac {1}{400,5}}}.
Segue uno dei procedimenti per calcolare la probabilità, applicabile anche per il terno, la quaterna e la cinquina, nonché per un numero singolo.
La probabilità è il rapporto tra il numero di casi favorevoli e il numero totale di casi possibili.
Poiché, con il gioco del lotto, per ogni ruota vengono effettuate {\displaystyle 5} estrazioni, ogni volta si realizza una cinquina. Pertanto, il numero totale di casi possibili corrisponde al numero totale di cinquine che si possono ottenere da {\displaystyle 90} numeri.
Pertanto: alla prima estrazione ci sono {\displaystyle 90} numeri disponibili; alla seconda, escludendo il numero estratto alla prima, ce ne sono {\displaystyle 89}; alla terza, escludendo i due numeri estratti alla prima e alla seconda estrazione, ce ne sono {\displaystyle 88} e così via. Dunque, il numero di cinquine è uguale a
{\displaystyle 90\cdot 89\cdot 88\cdot 87\cdot 86}
Questo è il numero totale di cinquine ciascuna ordinata in un preciso modo; tuttavia, in base al regolamento del gioco del lotto, l'ordine di uscita dei numeri non è influente, ovvero due cinquine che contengono gli stessi numeri, pur con un diverso ordine di estrazione, sono considerate equivalenti. Si considerano, in pratica, le combinazioni semplici e non le disposizioni semplici che si possono ottenere con tali numeri. Pertanto, per calcolare effettivamente il numero totale di cinquine possibili (contando una sola volta per più cinquine equivalenti), è necessario dividere il numero ottenuto per il numero di permutazioni possibili con {\displaystyle 5} elementi. Tale numero è {\displaystyle 5!=120} ({\displaystyle 5} fattoriale), dunque il numero di cinquine possibili nel gioco del lotto è
{\displaystyle {\frac {90\cdot 89\cdot 88\cdot 87\cdot 86}{5!}}={\frac {5.273.912.160}{120}}=43.949.268={90 \choose 5}}
Il numero di casi favorevoli all'uscita di un ambo è il numero di cinquine contenenti l'ambo considerato. Queste sono le cinquine che contengono i {\displaystyle 2} numeri dell'ambo e altri {\displaystyle 5-2=3} numeri qualunque fra tutti gli altri {\displaystyle 90-2=88}. Poiché {\displaystyle 2} numeri sono obbligati, il numero di queste cinquine è uguale al numero di terni (insiemi di {\displaystyle 5-2=3} numeri) che possono essere ottenuti da {\displaystyle 88} (cioè {\displaystyle 90-2}) numeri.
Pertanto: alla prima estrazione vi sono {\displaystyle 88} numeri disponibili; alla seconda, escludendo il numero estratto alla prima, ce ne sono {\displaystyle 87}; alla terza, escludendo i due numeri estratti alla prima e alla seconda estrazione, ce ne sono {\displaystyle 86}. Dunque, il numero di terni, ciascuno ordinato in un preciso modo, è uguale a
{\displaystyle 88\cdot 87\cdot 86}
Il numero di terni possibili (contando una sola volta per più terni equivalenti), è calcolabile invece dividendo il numero ottenuto per il numero di permutazioni possibili con {\displaystyle 3} elementi, considerando quindi anche in questo caso le combinazioni semplici e non le disposizioni semplici. Questo numero è {\displaystyle 3!=6}, dunque il reale numero di questi terni possibili, corrispondente al numero totale di cinquine contenenti l'ambo considerato, è
{\displaystyle {\frac {88\cdot 87\cdot 86}{3!}}={\frac {658.416}{6}}=109.736={88 \choose 3}={90-2 \choose 5-2}}
Questo è il numero di casi favorevoli. La probabilità che esca l'ambo considerato è data pertanto da
{\displaystyle {\frac {88 \choose 3}{90 \choose 5}}={\frac {90-2 \choose 5-2}{90 \choose 5}}={\frac {109.736}{43.949.268}}={\frac {2}{801}}={\frac {1}{400,5}}}

## Probabilità di estrazione di un terno su una ruota
La probabilità di estrazione di un terno su una ruota è {\displaystyle {\frac {1}{11748}}}. Vediamo perché.
Il numero totale di casi possibili, corrispondente al numero di cinquine possibili, resta sempre lo stesso applicato per l'ambo, uguale a
{\displaystyle 43.949.268={90 \choose 5}}
Il numero di casi favorevoli è il numero di cinquine contenenti il terno considerato. Queste sono le cinquine che contengono i {\displaystyle 3} numeri del terno e altri {\displaystyle 5-3=2} numeri qualunque fra tutti gli altri {\displaystyle 90-3=87}. Poiché {\displaystyle 3} numeri sono obbligati, il numero di tali cinquine è uguale al numero di ambi (insiemi di {\displaystyle 5-3=2} numeri) che possono essere ottenuti da {\displaystyle 87} (cioè {\displaystyle 90-3}) numeri.
Pertanto: alla prima estrazione ci sono {\displaystyle 87} numeri disponibili; alla seconda, escludendo il numero estratto alla prima, ce ne sono {\displaystyle 86}. Dunque, il numero di ambi, ciascuno ordinato in un preciso modo, è uguale a
{\displaystyle 87\cdot 86}
Per calcolare il numero di ambi possibili contando una sola volta per più ambi equivalenti, è necessario dividere il numero ottenuto per il numero di permutazioni possibili con {\displaystyle 2} elementi, in modo da considerare anche in questo caso le combinazioni semplici e non le disposizioni semplici. Questo numero è {\displaystyle 2!=2},
Quindi il numero di questi ambi possibili, corrispondente al numero totale di cinquine contenenti il terno considerato, è
{\displaystyle {\frac {87\cdot 86}{2!}}={\frac {7.482}{2}}=3.741={87 \choose 2}={90-3 \choose 5-3}}
Questo è il numero di casi favorevoli. La probabilità che esca il terno considerato è data pertanto da
{\displaystyle {\frac {87 \choose 2}{90 \choose 5}}={\frac {90-3 \choose 5-3}{90 \choose 5}}={\frac {3.741}{43.949.268}}={\frac {1}{11748}}}

## Probabilità di estrazione di una quaterna su una ruota
Con un procedimento analogo a quelli applicati per l'ambo e il terno, la probabilità di estrazione di una quaterna su una ruota è uguale a
{\displaystyle {\frac {86 \choose 1}{90 \choose 5}}={\frac {90-4 \choose 5-4}{90 \choose 5}}={\frac {86}{43.949.268}}={\frac {1}{511.038}}}

## Probabilità di estrazione di una cinquina su una ruota
Calcolando il numero totale di cinquine (secondo il metodo esposto precedentemente: {\displaystyle 43.949.268}), la probabilità di estrazione di una cinquina su una ruota (unica cinquina favorevole) è uguale a {\displaystyle {\frac {1}{43.949.268}}}.
Tale probabilità può anche essere scritta nel modo seguente:
{\displaystyle {\frac {85 \choose 0}{90 \choose 5}}={\frac {90-5 \choose 5-5}{90 \choose 5}}={\frac {1}{43.949.268}}}

## Probabilità di estrazione su più ruote
Una volta nota la probabilità {\displaystyle P} di estrazione su una ruota di un numero singolo, o di un ambo, o di un terno, o di una quaterna, o di una cinquina, per ottenere la probabilità di estrazione dello stesso (o della stessa) su più ruote insieme, intendendo come favorevoli i casi in cui esso esce su almeno una di queste ruote, si può procedere nel modo seguente:
indicando con {\displaystyle N} il numero di ruote su cui si gioca e considerando che le estrazioni su ciascuna di esse sono indipendenti le une dalle altre, la probabilità di non estrazione su nessuna delle N ruote è data da
{\displaystyle {\text{Probabilità di non estrazione}}=(1-P)^{N}}
Pertanto, la probabilità di estrazione su almeno una delle N ruote è uguale a
{\displaystyle {\text{Probabilità di estrazione}}=1-(1-P)^{N}}
Per esempio, se viene giocato un numero singolo, per il quale, come visto in precedenza, {\displaystyle P={\frac {1}{18}}}, su {\displaystyle 3} ruote, la probabilità di estrazione di tale numero su almeno una di esse è uguale a
{\displaystyle 1-\left(1-{\frac {1}{18}}\right)^{3}=1-\left({\frac {17}{18}}\right)^{3}=1-{\frac {4.913}{5.832}}={\frac {919}{5.832}}={\frac {1}{6,346028....}}}

## Equità del gioco del lotto
In base al regolamento del gioco del lotto, un giocatore che indovini un numero singolo su una ruota riceve una vincita lorda pari a {\displaystyle 11,23} volte la sua puntata. Visto che la probabilità di estrazione di un numero singolo su una ruota vale {\displaystyle {\frac {1}{18}}}, il giocatore dovrebbe ricevere una vincita pari a {\displaystyle 18} volte la puntata. Riceve invece una vincita lorda {\displaystyle {\frac {18}{11,23}}=1,6} volte inferiore.
Per quanto riguarda l'ambo, a fronte di una probabilità di estrazione su una ruota di {\displaystyle {\frac {1}{400,5}}}, la vincita lorda è pari a {\displaystyle 250} volte la puntata, anch'essa inferiore di {\displaystyle {\frac {400,5}{250}}=1,6} volte rispetto alla vincita in condizione di equità.
Per quanto riguarda il terno, a fronte di una probabilità di estrazione su una ruota di {\displaystyle {\frac {1}{11.748}}}, la vincita lorda è pari a {\displaystyle 4.500} volte la puntata, pertanto è inferiore di {\displaystyle {\frac {11.748}{4.500}}=2,61} volte rispetto alla vincita in condizione di equità.
Per la quaterna, la vincita è di {\displaystyle {\frac {511.038}{120.000}}=4,26} volte inferiore rispetto alla vincita in condizione di equità.
Per la cinquina, poi, è di {\displaystyle {\frac {43.949.268}{6.000.000}}=7,32} volte inferiore.
In base al regolamento, se si gioca su {\displaystyle N} ruote, la vincita viene divisa per {\displaystyle N}, come se la probabilità aumentasse di {\displaystyle N} volte. Per la probabilità di vincita giocando su più ruote si può tuttavia dimostrare la disuguaglianza
{\displaystyle 1-(1-P)^{N}\leqslant N\cdot P}

## Probabilità di estrazione di tutti i 6 numeri giocati nel SuperEnalotto
La probabilità di estrarre i 6 numeri giocati è dato dalla operazione {\displaystyle {\frac {k!(n-k)!}{n!}}} dove {\displaystyle n=90} (numero di numeri estraibili) e {\displaystyle k=6} (numero di numeri estratti).
"{\displaystyle !}" è il simbolo di fattoriale che, posto dopo un numero naturale {\displaystyle m},  produce come risultato il prodotto di {\displaystyle m} per tutti i naturali positivi suoi predecessori (esempio: {\displaystyle 5!=5*4*3*2*1}).
Il calcolo diviene dunque {\displaystyle {\frac {6!(90-6)!}{90!}}} = {\displaystyle {\frac {1}{622.614.630}}}